# Ramón Power y Giralt
Ramón Power y Giralt (San Juan, 7 ottobre 1775 – Cadice, 10 giugno 1813) è stato un politico e militare portoricano.
Secondo gli storici fu il primo nativo di Porto Rico a definirsi di nazionalità portoricana che si batté per i diritti di Porto Rico contro il governo spagnolo.

## Biografia

### L'adolescenza
Ramón nacque a San Juan, la città dove ricevette la prima educazione in un istituto privato. Nel 1788, all'età di soli 13 anni, fu mandato a Bilbao, in Spagna, per proseguire i suoi studi.

### La carriera militare
A 17 anni Ramón iniziò a studiare per la marina militare spagnola e col passare del tempo fece carriera passando dal grado di tenente nella marina spagnola fino ad arrivare al grado di ammiraglio, con il quale si distinse nel 1808 e 1809 difendendo la colonia spagnola di Santo Domingo dall'invasione dei francesi.

### La carriera politica
Il 18 giugno 1810, durante il periodo dell'invasione di Napoleone Bonaparte, fu incaricato dalla "Giunta centrale governativa del Regno" (Junta Central Gobernativa del Reino) di rappresentare Porto Rico alla corte spagnola di Cadice. Uno dei suoi più grandi sostenitori fu il vescovo Juan Alejo de Arizmendi il quale diede a Ramón il suo anello episcopale affinché non dimenticasse mai le sue origini. Fu così che durante il suo breve mandato si distinse per essere un forte sostenitore della sua patria, tanto che, quando venne nominato vice presidente della corte, ottenne favori e poteri a beneficio dell'intera economia di Porto Rico. La costituzione spagnola del 1812 fu opera della sua assemblea alla corte di Cadice.

### La morte
Ramón Power y Giralt morì nella città di Cadice il 10 giugno 1813, colto da un'epidemia di febbre gialla che si era diffusa attraverso l'Europa. Secondo il The San Juan Star sarebbe in corso una verifica del DNA per accertarsi che i resti conservati nella tomba comune dell'oratorio San Felipe Neris di Cadice siano effettivamente quelli di Ramón, al fine di trasferirli in patria, a Porto Rico.

## Riconoscimentipost mortem
Alla memoria di Ramón Power sono state dedicate numerose strade e scuole di Porto Rico. La sua prima residenza nella Vecchia San Juan è stata ristrutturata ed è oggi la sede del Consorzio per la conservazione di Porto Rico. José Campeche ha voluto onorare Ramón nel suo dipinto Shipwreck of Power e Lorenzo Homar, il più famoso artista grafico portoricano, gli ha dedicato uno dei suoi lavori.
- Wikimedia Commons contiene immagini o altri file su Ramón Power y Giralt